# Tomasz Wiński
Tomasz Wiński, ps. „Radwan” (ur. 6 października 1893 w Mycowcach, zm. 28 lutego 1952 w Gdańsku) – kapitan taborów Wojska Polskiego, działacz niepodległościowy, kawaler Orderu Virtuti Militari.

## Życiorys
Urodził się 6 października 1893 roku we wsi Mycowce (Micowce), w ówczesnym powiecie uszyckim guberni podolskiej, w rodzinie Jana i Marii z Kulczyckich. Miał dwie młodsze siostry. Po kłótni z ojcem uciekł z domu rodzinnego do Płoskirowa, gdzie uczył się, a utrzymywał z udzielanych korepetycji. Został skazany za kolportaż polskich książek i zesłany na Syberię. Pracował w kopalni złota w Bodajbo, a następnie przy budowie kolei w Tachanoj. W 1909 roku, dzięki staraniom wuja (brata matki), pułkownika armii rosyjskiej, został osiedlony w Irkucku i zatrudniony jako pracownik umysłowy na Zabajkalskiej Kolei Żelaznej. Równocześnie kontynuował naukę i złożył maturę.
W 1914 roku jako ochotnik wstąpił do armii rosyjskiej. Wyróżnił się odwagą w czasie pierwszego oblężenia Twierdzy Przemyśl. Został odznaczony Krzyżem Świętego Jerzego i skierowany do szkoły oficerskiej w Moskwie. W 1917 roku został członkiem Polskiej Organizacji Wojskowej, a następnie jako podporucznik wstąpił do Armii Czynnej Ukraińskiej Republiki Ludowej. Służąc w armii atamana Petlury kontynuował działalność w POW. W pracy konspiracyjnej poznał przyszłą żonę – Władysławę, córkę Marii Tyszkiewicz.
Później został przyjęty do Wojska Polskiego i przydzielony do 49 pułku strzelców kresowych, który 24 marca 1920 roku został połączony z 65 pułkiem piechoty. W szeregach 65 pp walczył na wojnie z bolszewikami.
Po zakończeniu wojny kontynuował służbę w 65 pp w Starogardzie. Od 1926 roku służył w 2 batalionie strzelców w Starogardzie. 19 marca 1928 roku został awansowany na kapitana ze starszeństwem z dniem 1 stycznia 1928 roku i 71. lokatą w korpusie oficerów piechoty. W marcu 1932 roku został przeniesiony do 58 pułku piechoty w Poznaniu. W kwietniu 1933 roku został przeniesiony do 5 dywizjonu taborów w Bochni z równoczesnym przeniesieniem do korpusu oficerów taborowych. W dywizjonie pełnił służbę przez kolejnych sześć lat. W marcu 1939 roku na stanowisku dowódcy szwadronu gospodarczego. W międzyczasie ukończył Szkołę Nauk Politycznych Uniwersytetu Jagiellońskiego w Krakowie. Wziął czynny udział w kampanii wrześniowej.
W czasie okupacji niemieckiej prowadził działalność konspiracyjną na terenie Rzeszowa. Został komendantem miejscowej Wojskowej Służby Ochrony Powstania. 1 czerwca 1944 roku, po wkroczeniu sowietów do Rzeszowa, został na krótko komisarycznym prezydentem miasta, a następnie wiceprezydentem i ławnikiem. 21 stycznia 1945 roku został wcielony do Ludowego Wojska Polskiego i przydzielony do krakowsko-śląskiej grupy operacyjnej, z którą wyjechał do Sopotu w charakterze kwatermistrza Centrali Węglowej.
Zmarł 28 lutego 1952 roku w Gdańsku. Został pochowany na cmentarzu komunalnym w Sopocie.
Pierwszą żoną Tomasza była Władysława z Tyszkiewiczów (ur. 24 lipca 1892 w Kapuścianach), którą poślubił 21 października 1921 roku. Władysława zmarła cztery tygodnie po narodzinach córki Ryszardy (ur. 15 kwietnia 1926).
7 lipca 1932 roku w kościele Mariackim w Krakowie zawarł związek małżeński z Urszulą Wandasiewiczówną, z którą miał syna Andrzeja.

## Ordery i odznaczenia
- Krzyż Srebrny Orderu Wojskowego Virtuti Militari nr 972 – 19 lutego 1921[34][35][36]
- Medal Niepodległości – 23 grudnia 1933 „za pracę w dziele odzyskania niepodległości”[37][38]
- Medal Pamiątkowy za Wojnę 1918–1921[39]
- Medal Dziesięciolecia Odzyskanej Niepodległości[39]
- Medal Zwycięstwa[14]